# Лісові барабанщики, 1964 (книжка)
Лісові барабанщики — природоохоронна книга видана очільником заповіднику «Конча-Заспа», видатним зоологом Миколою Васильовичем Шарлеманем. Книга орієнтована на дітей шкільного віку.

## Бібліографічне посилання
Шарлемань М. Лісові барабанщики. Нотатки натураліста / М. Шарлемань. — Київ: Дитвидав, 1964. — 37 с.

## Зміст
1. Лісові барабанщики
2. Ропуха
3. Сови
4. Про що кує зозуля
5. Незвичайні повітроплавці
6. Птах-паразит
7. Дрімлюга
8. Загадкові страховиська
9. Ховрахи

## Історія написання
1964 року видатний зоолог та природоохоронець Микола Васильович Шарлемань видав другу свою натуралістичну книжку для юннатів «Лісові барабанщики».
Усі тексти книжки розповідають про заповідники «Конча-Заспа», «Хомутовський степ», «Асканія-Нова». Мова, якою написана книжка, видає, що написана вона була так само в кінці 1920-х. У тексті багато слів, які в 1964 році вже давно вийшли з обігу.
У редакційній передмові дуже тепло сказано про автора: «Цього невисокого худорлявого дідуся, якому вже близько вісімдесяти років, ви мало не щодня можете зустріти на Трухановому острові Дніпра, в Голосіївському лісопарку, на озерах заповідника „Пуща-Водиця“… Як і у дні далекої молодості, відомий київський зоолог і натураліст Микола Васильович Шарлемань пристрасно любить рідну природу».
Книжка є бібліографічною рідкістю. Єдиний примірник книжки нині зберігається в Національній бібліотеці України для дітей, хоча видана вона була накладом 30000 примірників.
На пам'ятному вечорі 7 червня 1970 року О. Плевако попросив всіх присутніх зібрати матеріали про М.Шарлеманя для передачі їх до Відділу рукопису держбібліотеки, М.Візерю; відзначив книги «Лісові барабанщики» та «Весна-Красна» .